# Aeródromo de Ontur
El Aeródromo de Ontur (OACI: LEOT) es un aeródromo privado español situado en el municipio de Ontur (Albacete). El aeródromo es gestionado por una empresa privada.
El aeródromo tiene una pista de aterrizaje de asfalto, y otra de tierra.